# Meral Kota
Meral Kota is een bestuurslaag in het regentschap Karimun van de provincie Riau-archipel, Indonesië. Meral Kota telt 15.010 inwoners (volkstelling 2010).